# Dan Bowman
Dan Bowman (Farmington Hills, 6 januari 1982) is een Amerikaans voormalig professioneel wielrenner. Hij reed voor TIAA-CREF en Kelly Benefit Strategies.
Bowman behaalde geen professionele overwinningen.